# Edyta Golec
Edyta Golec z domu Mędrzak (ur. 25 czerwca 1977) – polska altowiolistka i wokalistka, współtworzy zespół Golec uOrkiestra.

## Życiorys
Edukację muzyczną rozpoczęła w 1989 w Państwowej Szkole Muzycznej w Bielsku-Białej w klasie altówki. Gdy miała 14 lat, została członkinią kapeli rodzimego Zespołu Regionalnego „Magurzanie” z Łodygowic, oraz gościnnie występowała z kapelami zespołów: Wierchy, Pilsko i Grojcowianie, w których zgłębiała tajniki śpiewu białego i poszerzała wiedzę na temat muzyki Beskidu Żywieckiego. Z kulturą góralską obcowała od dziecka, ponieważ jej dziadek grał na skrzypcach, mama tańczyła w zespole regionalnym, a dom rodziców i dziadków był domem rozśpiewanym podczas każdej uroczystości rodzinnej. Udzielając się w zespołach regionalnych, uczestniczyła w konkursach i festiwalach folklorystycznych w kraju i za granicą, m.in. w Turcji, Włoszech, Szwecji, Niemczech, Słowacji i Węgrzech.
W 1996 została przyjęta do klasy altówki na Akademii Muzycznej w Katowicach. W czasie studiów koncertowała z młodzieżowymi orkiestrami symfonicznymi na scenach, m.in. niemieckiej Opery Margrabiów w Bayreuth; Royce Hall of UCLA w Los Angeles; Filharmonii Śląskiej w Katowicach, w salach koncertowych Innsbrucku, Grazu i Bischofshofen. Współtworzyła również kwartet smyczkowy wspólnie z koleżankami z bielskiego liceum, koncertując z repertuarem m.in. Mozarta, Dvořáka, Beethovena. W 2001 zagrała dyplom końcowy i obroniła pracę magisterską na Akademii Muzycznej.
W czasach licealnych związała się z Łukaszem Golcem, który zaprosił ją do gry w kapeli Wierchy. Tak zaczęła się ich współpraca muzyczna, którą kontynuowali na studiach, tworząc zespół, który łączył elementy tradycyjnej muzyki Podhala i Beskidów, z elementami improwizacji jazzowej. Stało się to podwaliną do powstania zespołu Golec uOrkiestra, którego Edyta Golec jest członkinią od 1998.
We wrześniu 2000 poślubiła Łukasza Golca, z którym ma troje dzieci: Bartłomieja (ur. 2004), Antoninę (ur. 2006), Piotra (ur. 2008).

## Nagrody
W 2012 roku została wyróżniona w konkursie „3 RAZY ONA” organizowanym i prowadzonym przez Agatę Młynarską. Oprócz niej wyróżnione zostały jeszcze Dorota Wellman i Ewa Błaszczyk. Patronat honorowy nad plebiscytem objęła ówczesna pierwsza dama Anna Komorowska.

## Nagrody muzyczne z zespołem Golec uOrkiestra
- 2000: Fryderyki w kategorii „Album Roku – muzyka tradycji i źródeł” za album „Golec uOrkiestra 2”.
- 2000: Wiktory w kategorii Odkrycie muzyczne roku.
- 2001: Superjedynki w kategorii Zespół roku.
- 2013: Laureat SuperPremiery za „Młody Maj” 50 Krajowy Festiwal Piosenki Polskiej w Opolu[3].
- 2013: Laureat SuperDebiuty Nagroda Jedynki za „Młody Maj” 50 Krajowy Festiwal Piosenki Polskiej w Opolu[4].
- 2013: Nagroda w kategorii Artyści Bez Granic 50 Krajowy Festiwal Piosenki Polskiej w Opolu.